# 池田屋事件

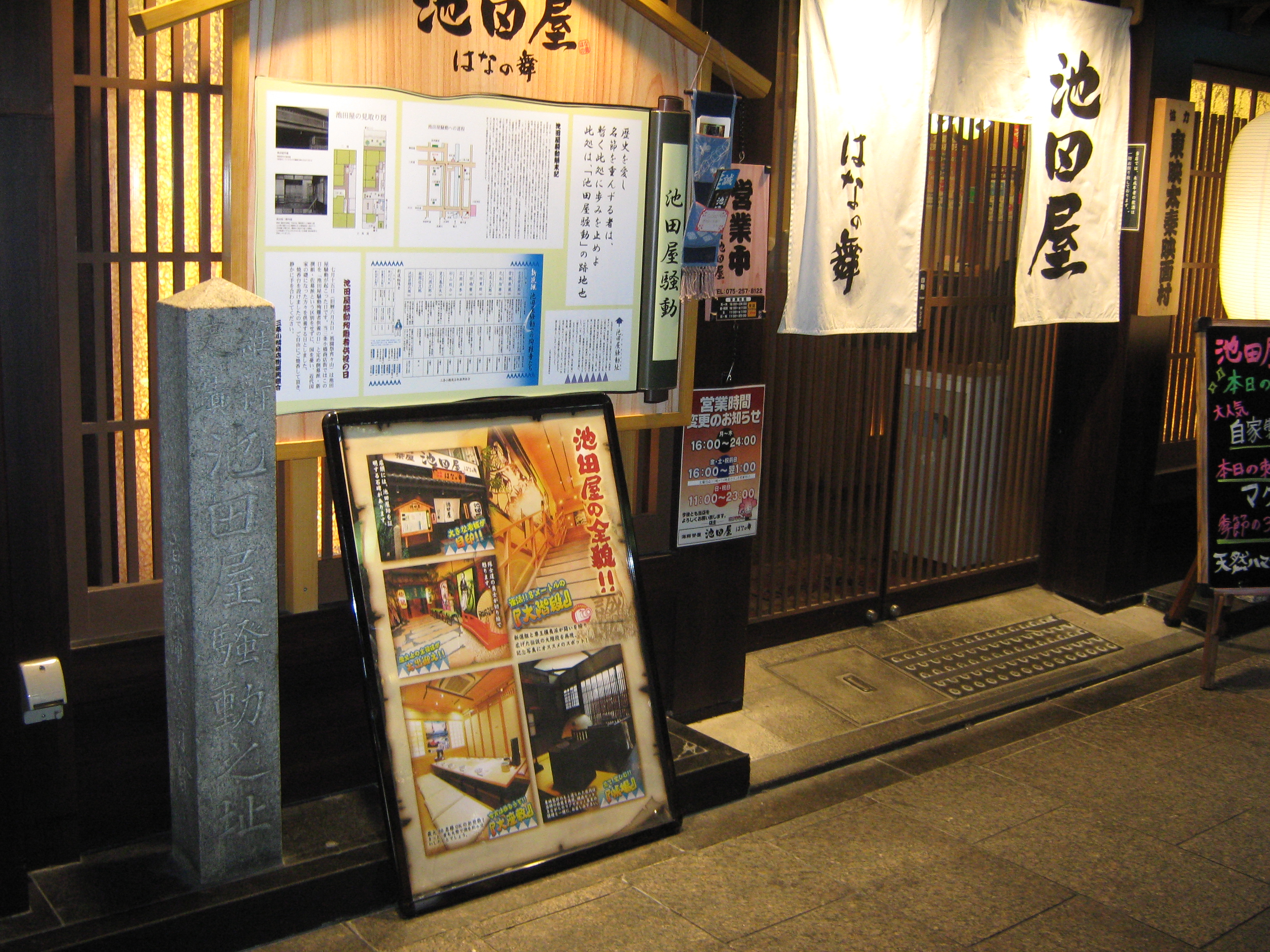
池田屋跡

池田屋事件（日语：／ Ikedaya-jiken）是日本江戶時代後期的1864年7月8日（元治元年舊曆六月五日）在京都發生的一宗政治襲擊事件。池田屋是京都三條小橋的一間旅館，當日京都守護職屬下的武裝組織新選組突襲池田屋，屋內多位主要來自長州藩的尊王攘夷激進派重要人物被殺或被捕。此事件又被稱為「池田屋騷動」、「池田屋事變」，新選組局長近藤勇稱之為「洛陽動亂」。

## 事件背景及前奏
江戶幕府末期，京都成為政局的中心，抱有尊王攘夷和勤王等思想的諸藩浪士在當地潛伏活動。1863年長州藩在會津藩和薩摩藩發動的八月十八日政變中下台，朝廷公武合體派成為主流。為了防範尊王攘夷派企圖重奪勢力，擔任京都守護工作的新選組在京都城內進行警備和搜索的工作。1864年舊曆五月下旬左右，諸士調役兼監察山崎烝、島田魁等人發覺一位在真町經營炭柴生意的店主古高俊太郎行為可疑，向會津藩報告。新選組在六月五日早上逮捕了古高，發現了大量武器和長州藩的信等物品。土方歲三嚴刑拷問古高，古高供出倒幕派的計劃：打算趁祇園祭前的強風及烈日在皇宮放火，製造混亂，乘機囚禁中川宮朝彥親王，暗殺一橋慶喜和會津藩主松平容保，把孝明天皇帶到長州。新選組為阻止倒幕派的計劃，在京都展開搜索他們的行動，而京都的倒幕派也打算秘密開會計劃下一步行動。

## 搜尋目標
新選組向會津藩、桑名藩等要求支援，由於援兵遲遲未到，局長近藤勇決定新選組單獨行動，近藤隊和土方隊開始分開搜索。當時新選組內可以出動的人不多，實際搜索的人僅有近藤隊10人及土方隊24人，總數34人 。土方隊搜索八坂神社一帶，近藤隊搜索三條大橋一帶。

## 突擊池田屋
近藤隊終於發現了在池田屋開會的尊王攘夷派，便展開進攻，四十余名持刀尊攘派人士面對二十多名新选组浪士，在半夜展開戰鬥。最初近藤勇、沖田總司、永倉新八和藤堂平助四人攻入屋內，而安藤早太郎、奧澤榮助、新田革左衛門等人守在門口斬殺逃出的浪士。戰鬥中奧澤死亡，安藤、新田受傷，在一個月後也傷重死亡。在室內激戰的沖田在中途退下（有說法是因為他的肺結核發作）。土方隊到達後，新選組佔上風，尊王攘夷浪士多人被殺或被捕。會津、桑名藩的援兵也前來加入戰鬥。雖然有幾個尊王攘夷浪士逃脫了，第二天新選組聯同會津、桑名藩兵在城內大舉搜捕尊王攘夷急進派，整個事件共逮捕了二十多人。

## 歸隊
新選組一干人在第二日早晨返回壬生村總部，據說有大批群眾在路旁圍觀。在尊王派的二十數名過激浪人中，遭到新選組斬殺有七名，砍傷有四名。新選組則是重傷者兩名，戰死者一名。因為肺結核發作而中途退出的沖田，歸隊後非常不甘心。

## 對維新的影響
新選組因此事而聲名大噪，而尊王攘夷派則損失慘重，重要人物吉田稔麿、北添佶摩、宮部鼎藏、大高又次郎、石川潤次郎、杉山松助、松田重助死亡（他們通常被稱為「殉難七士」），桂小五郎（後來的木戶孝允）倖免於難。
長州藩在此事後舉兵上京，引起禁門之變。池田屋事件可能令明治維新延遲了一年，也有人認為此事反而刺激尊王攘夷派加快推動維新。